# بافل سوخوي
بافل سوخوي هو من أشهر مصمّمي الطائرات في العالم. وُلد عام 1895 في بلدة غلوبوكوي البيلوروسية. في عام 1925 تخرج من مدرسة موسكو العليا التكنولوجية وعَمِلَ مصمِّماً في مكتب توبليف لتصميم الطائرات.
وفي عامي 1942 – 1943 تم تحت إشرافه تصميم الطائرة القاصفة المصفَّحَة المتعددة الأغراض سو-6. وفي أعوام 1943 – 1953 عَمِل سوخوي نائباً لمدير مكتب توبوليف للتصاميم إلى أن ترأَّس عام 1956 مكتباً يحمل اسمه. حيث تم في مكتبه تصميم الطائرات سو-7 وسو-9 وسو-11 وسو-15 والقاذفة سو-24 وسو-25 المقاتلة الهجومية المصفَّحَة والمقاتلة الاعتراضية سوخوي سو-27.
و تُعتبر طائرات سوخوي اليوم من أفضل الطائرات في العالم.

## وصلات خارجية
- بافل سوخوي: موهبة متألقة في عالم الطيران